# Bukaresti Magyar Újság
Bukaresti Magyar Újság Indulás:1930. április 20. Megszűnés: 1932. június 18., a megjelenés helye: Bukarest, alapítója és szerkesztője  Volnay Jenő. A lap hetvenkét számot ért meg, a 33. számtól francia nyelvű mellékletet adott közre, Gazette Hongroise de Bucarest.
A lap a 6. számtól síkraszállt egy bukaresti magyar színház létrehozása mellett, majd beszámolt annak megvalósításáról és kudarcáról. Informálta az olvasókat az Országos Magyar Párt bukaresti irodájának tevékenységéről, és bírálta a magyar parlamenti képviselőket, akik a magyarság gondjainak megoldása helyett inkább saját önös érdekeikkel foglalkoznak.